# Tris(dimethylamino)phosphin
Tris(dimethylamino)phosphin ist eine chemische Verbindung aus der Gruppe der phosphororganischen Verbindungen.

## Gewinnung und Darstellung
Tris(dimethylamino)phosphin kann durch Ammonolyse von Phosphortrichlorid mit Dimethylamin hergestellt werden.

## Eigenschaften
Tris(dimethylamino)phosphin ist eine farblose bis gelbliche klare Flüssigkeit. Im festen Zustand bei etwa 120 K besitzt die Verbindung eine trikline Kristallstruktur mit der Raumgruppe P1 (Raumgruppen-Nr. 2). Mit Metallcarbonylen reagiert Tris(dimethylamino)phosphin zu Komplexverbindungen.

## Verwendung
Tris(dimethylamino)phosphin wird für zahlreiche wissenschaftlichen Anwendungen eingesetzt. In organischen Synthesen dient es als Katalysator für die Herstellung von organischen Verbindungen. Sie wird auch in der analytischen Chemie als Reagenz zum Nachweis und zur Quantifizierung von Verbindungen wie Aminosäuren, Peptiden und Proteinen eingesetzt. In der Biochemie wird sie außerdem zur Messung der Aktivität von Enzymen wie Proteasen und Phosphatasen verwendet. Weiterhin wird es in Wittig-Reaktionen verwendet, so zur Deoxygenierung von Peroxiden, Sulfoxiden und Azoxyverbindungen und zur Entschwefelung von Disulfiden. Daneben wird es zur selektiven Funktionalisierung von Diolen und zur Umwandlung von Carbonsäuren in ihre N,N-Dimethylamide verwendet.